# 이브레아역
이브레아역(이탈리아어: Stazione di Ivrea)은 이탈리아 북서부 피에몬테주에 있는 이브레아 마을과 코무네를 운행하는 기차역이다. 키바소-아오스타 철도의 교차점이다.
역은 현재 레테 페로비아리아 이탈리아나(RFI)에서 관리하고 있다. 기차 서비스는 트렌이탈리아에서 운영한다. 각 회사는 이탈리아 국영 철도 회사인 페로비에 델로 스타토(FS)의 자회사이다.

## 역사
역은 1858년 11월 5일 칼루소에서 이브레아까지의 키바소-이브레아-아오스타 철도의 두 번째 부분이 개통되면서 개통되었다.

## 특징
4개의 선로 중 3개에는 플랫폼이 설치되어 있으며 역을 지나고 있다.

## 운행편
- 지역 열차
  - 아오스타역
  - 키바소역
  - 토리노 포르타 누오바역
  - 노바라역

## 같이 보기
- 이탈리아의 철도